# Parasuta flagellum
Espèce
Synonymes
- Hoplocephalus flagellum McCoy, 1878
- Suta flagellum (McCoy, 1878)

Statut de conservation UICN

 LC  : Préoccupation mineure
Parasuta flagellum est une espèce de serpents de la famille des Elapidae.

## Répartition
Cette espèce est endémique d'Australie. Elle se rencontre en Nouvelle-Galles du Sud, au Victoria et en Australie-Méridionale.

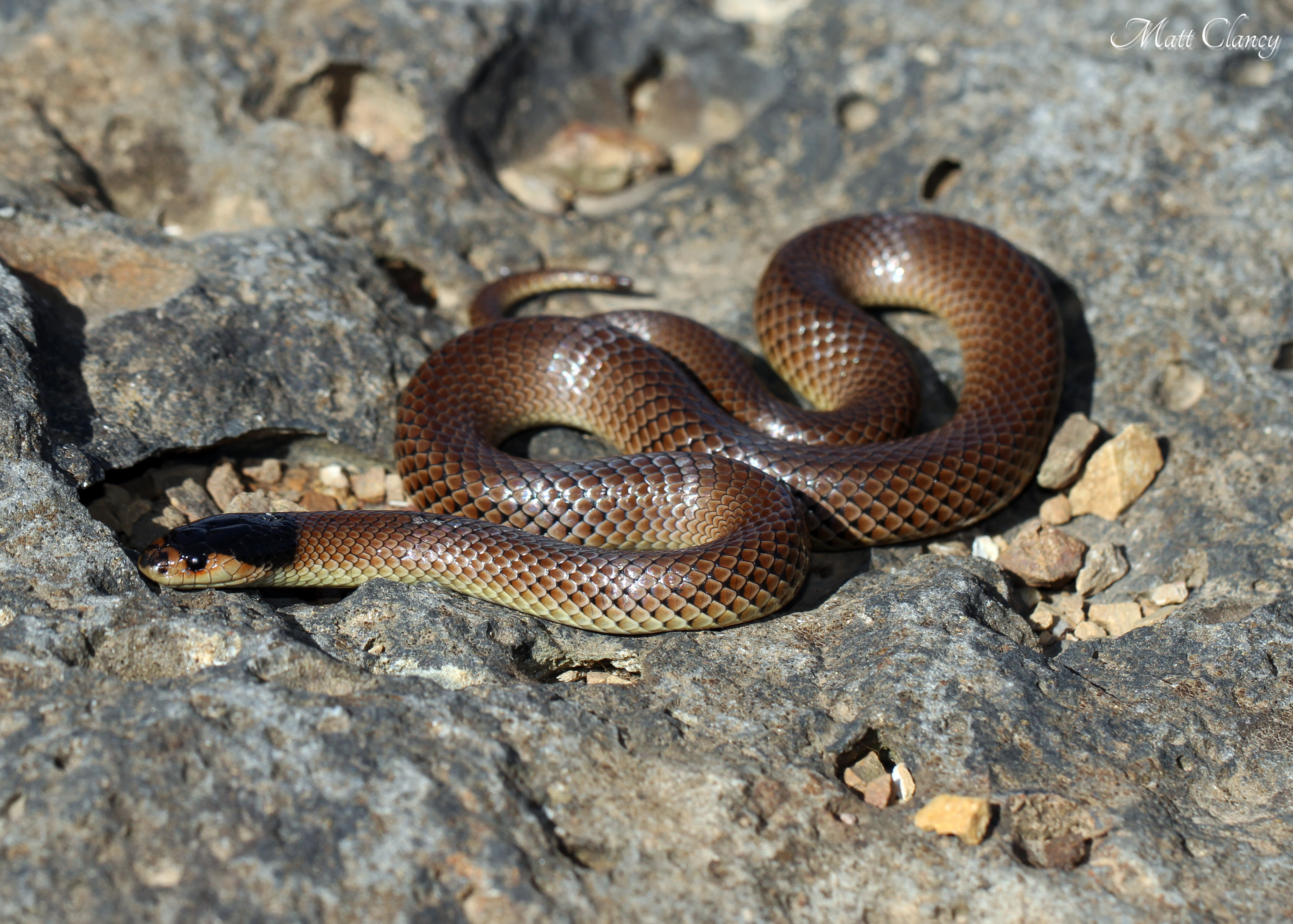
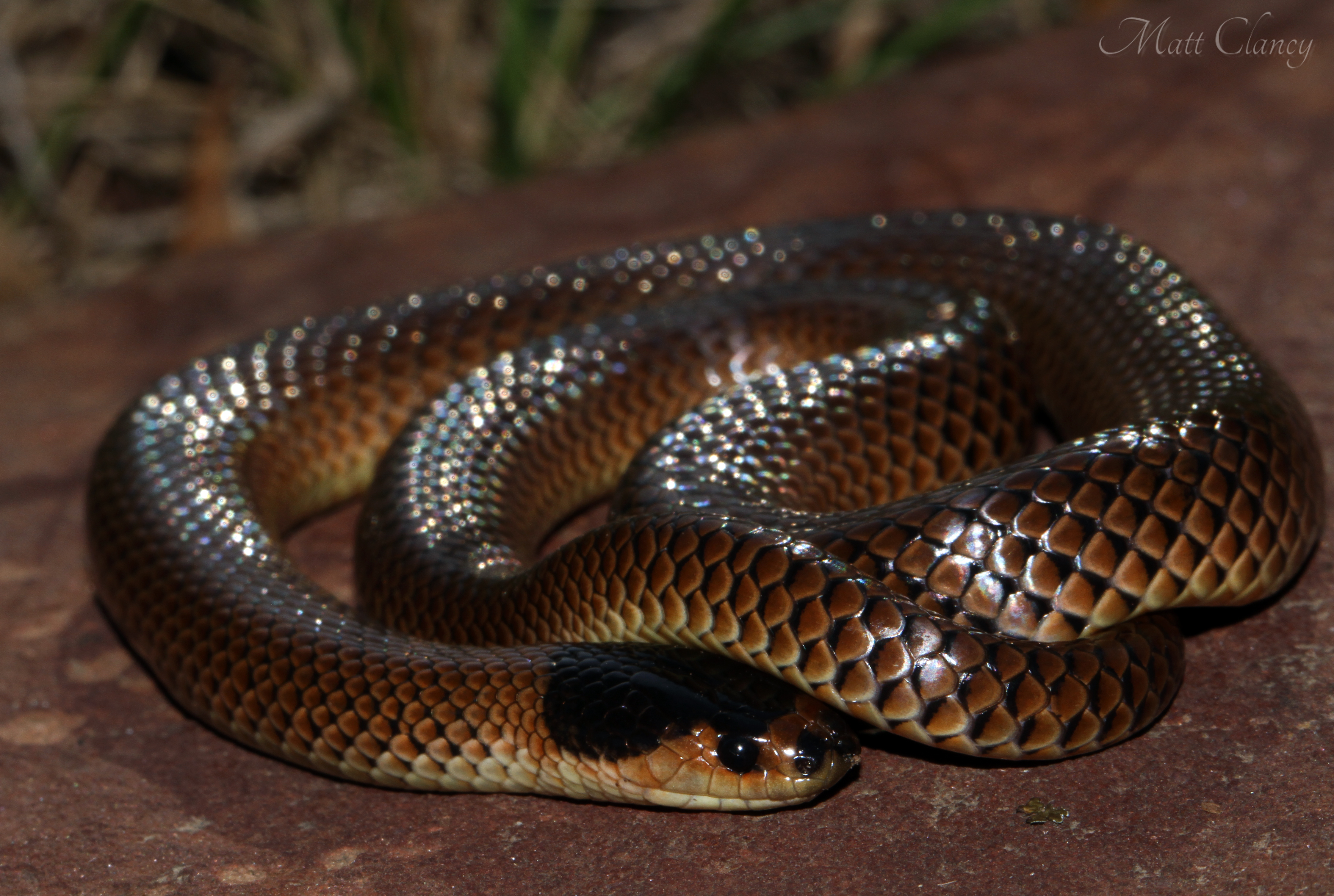
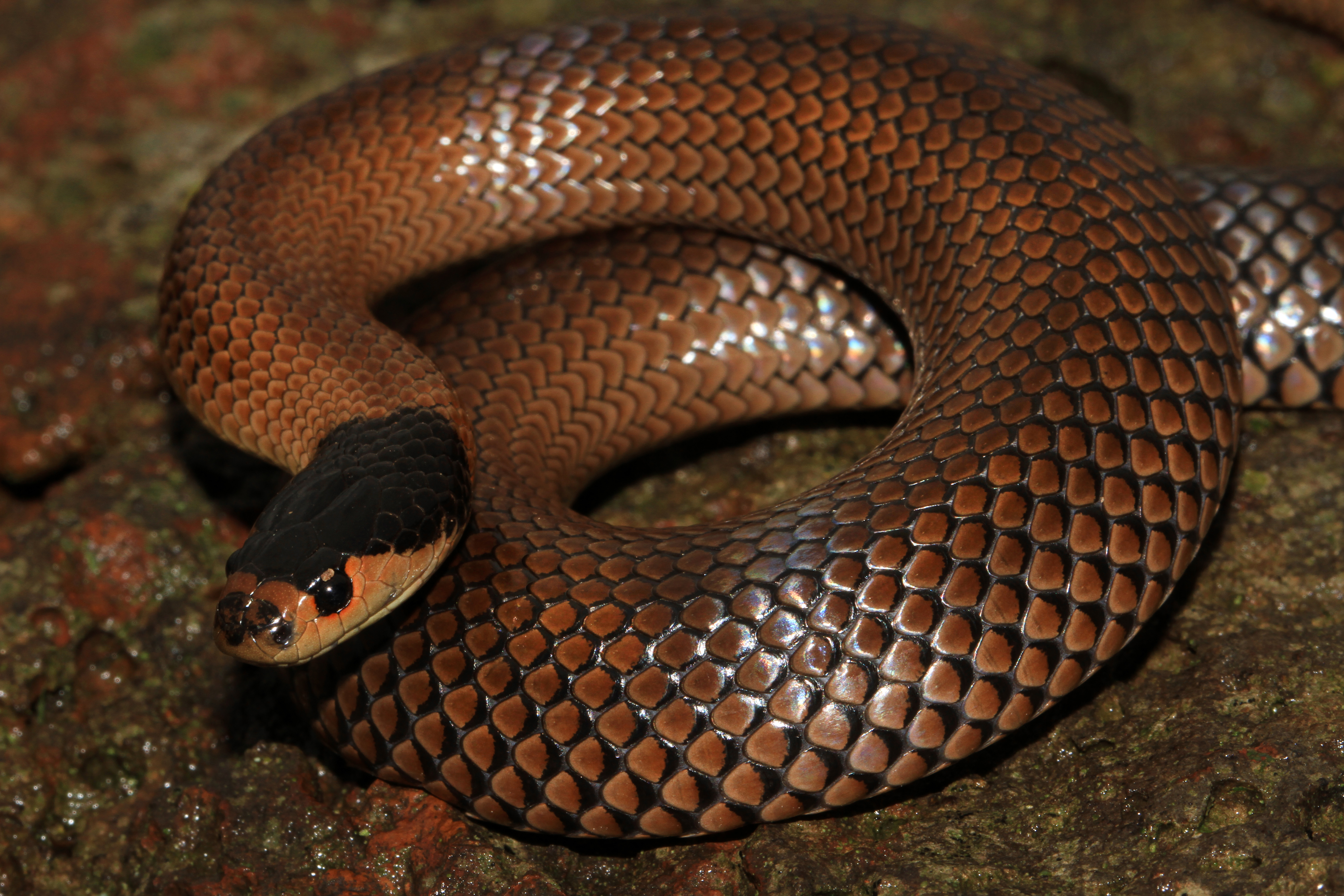

## Publication originale
- McCoy, 1878 : The little whip snake. Prodromus of the Zoology of Victoria, vol. 2, p. 7-9 (texte intégral).